# U-Turn (Lili)
Pour les articles homonymes, voir U-Turn.
U-Turn (Lili) est une chanson écrite par le groupe AaRON en 2006. Elle a été révélée comme thème principal de la bande originale du film Je vais bien, ne t'en fais pas. Le morceau s'est hissé à la 17e place du classement des ventes de singles en France et est resté classé plus d'un an dans les 100 premières places de ce classement.